# Anii 580
Secole: Secolul al V-lea - Secolul al VI-lea - Secolul al VII-lea
Decenii: Anii 530 Anii 540 Anii 550 Anii 560 Anii 570 - Anii 580 - Anii 590 Anii 600 Anii 610 Anii 620 Anii 630
Ani: 580 | 581 | 582 | 583 | 584 | 585 | 586 | 587 | 588 | 589